# Castianeira adhartali
Castianeira adhartali är en spindelart som beskrevs av Gajbe 2003. Castianeira adhartali ingår i släktet Castianeira och familjen flinkspindlar. Inga underarter finns listade.